# Colors (programma televisivo)
Colors è stato un programma televisivo italiano di genere game show, trasmesso dal 2 al 27 maggio 2016 su Rai 1. È andato in onda dal lunedì al venerdì dalle 14:05 dal Teatro 4 di Cinecittà in Roma ed era condotta da Amadeus.

## Il programma
Il programma è stato ideato da Tonino Quinti e curato insieme a Francesco Ricchi, Amato Pennasilico e Stefano Vicario.
Una puntata pilota fu trasmessa il 18 luglio 2014 alle 4:55 su Rai 1 con il sottotitolo I colori della vittoria registrata presso lo studio 4 della Dear di Roma. In seguito, la Rai modificò il format rispetto alla puntata pilota.
Il 15 febbraio 2016 venne annunciato che a partire dal 2 maggio il quiz sarebbe stato trasmesso durante la fascia postprandiale (14:05-15:15), sostituendo la prima parte del programma La vita in diretta condotto da Cristina Parodi e Marco Liorni.

## Messa in onda
| Edizione | Periodo       | Periodo        | Conduttore | Studio                        | Telespettatori | Share  |
| Edizione | Inizio        | Fine           | Conduttore | Studio                        | Telespettatori | Share  |
| -------- | ------------- | -------------- | ---------- | ----------------------------- | -------------- | ------ |
| 1ª       | 2 maggio 2016 | 27 maggio 2016 | Amadeus    | Teatro 4 di Cinecittà di Roma | 1 509 000      | 10,25% |

## Ascolti
| Puntata | Messa in onda  | Telespettatori | Share  |
| ------- | -------------- | -------------- | ------ |
| 1       | 2 maggio 2016  | 1 885 000      | 12,24% |
| 2       | 3 maggio 2016  | 1 696 000      | 11,87% |
| 3       | 4 maggio 2016  | 1 484 000      | 10,60% |
| 4       | 5 maggio 2016  | 1 511 000      | 10,69% |
| 5       | 6 maggio 2016  | 1 486 000      | 10,30% |
| 6       | 9 maggio 2016  | 1 450 000      | 9,94%  |
| 7       | 10 maggio 2016 | 1 541 000      | 10,67% |
| 8       | 11 maggio 2016 | 1 558 000      | 9,75%  |
| 9       | 12 maggio 2016 | 1 552 000      | 10,56% |
| 10      | 13 maggio 2016 | 1 524 000      | 10,21% |
| 11      | 16 maggio 2016 | 1 475 000      | 9,93%  |
| 12      | 17 maggio 2016 | 1 599 000      | 10,97% |
| 13      | 18 maggio 2016 | 1 395 000      | 9,88%  |
| 14      | 19 maggio 2016 | 1 500 000      | 9,76%  |
| 15      | 20 maggio 2016 | 1 440 000      | 9,48%  |
| 16      | 23 maggio 2016 | 1 516 000      | 9,87%  |
| 17      | 24 maggio 2016 | 1 387 000      | 9,62%  |
| 18      | 25 maggio 2016 | 1 426 000      | 9,72%  |
| 19      | 26 maggio 2016 | 1 436 000      | 9,87%  |
| 20      | 27 maggio 2016 | 1 310 000      | 9,09%  |
| Media   | Media          | 1 509 000      | 10,25% |

## Svolgimento e montepremi
Il meccanismo di ogni puntata prevedeva tre coppie di concorrenti legati sentimentalmente (fidanzati, coniugi o conviventi) sfidarsi ad ogni manche per vincere il montepremi nell'ultimo gioco.
Nel programma, la squadra che vince la puntata, torna in qualsiasi caso nella puntata successiva, inoltre le prove sono sette e lo scopo principale per ogni coppia è guadagnarsi più colori possibili per ogni manche vinta per un totale di cinque colori.

## Gioco
Le prove in totale sono sette, divise in tre fasi.
Ad ognuna delle 5 prove della prima fase è assegnato un colore (giallo, rosso, arancione, verde, blu) ed un montepremi di partenza (20.000 euro, tranne la seconda, dove esso ammonta a 30.000 euro).
Ogni prova della prima fase conta 5 domande.
Ad ogni risposta esatta la coppia guadagna tanti spicchi quanti ne occorrono per raggiungere il valore della domanda, corrispondente al suo numero cardinale.
Ad esempio, se la terza domanda ha valore di 3 spicchi, la squadra che risolve il quesito andrebbe a 3 spicchi, indipendentemente dal fatto che fosse a 0, a 1 o a 2.
La coppia che totalizza 5 punti ("spicchi") conquista il colore in palio.
Ad ogni risposta sbagliata, invece, il montepremi di partenza della manche (comune alle tre squadre) viene diminuito di 2.000 (dipende dalla manche).
Il residuo dei vari giochi costituisce il montepremi della squadra campione.
È evidente come le prime 4 domande abbiano come unico scopo quello di difendere il montepremi, dal momento che, dato il singolare metodo di assegnazione del punteggio, il colore viene aggiudicato sempre dalla squadra che dà l'ultima risposta esatta (e che quindi andrà automaticamente a 5).
Il regolamento del programma, infatti, non fa alcun cenno al punteggio, limitandosi a stabilire che l'ultima domanda è quella nella quale è in palio il colore relativo alla manche.

## Prima fase: La conquista dei colori

### Codice vocale
È il gioco iniziale nel quale ogni coppia si sfida ai pulsanti per guadagnarsi il colore abbinato alla manche che è il giallo.
Di fronte ai concorrenti compare una schermata dietro cui si cela una parola misteriosa, e un contesto oggetto della domanda, la coppia nel rispondere esattamente deve indovinare una parola partendo dapprima dalle sole vocali e progressivamente se non la si sa si inserisce una consonante.
Se la coppia sbaglia rimane ferma per un turno.
Man mano che passa il tempo vengono aggiunte consonanti alla parola.
Il montepremi di questa manche è di 20000 € a cui vengono sottratti 2.000 euro per ogni risposta sbagliata.

### Vita di coppia
In questa seconda manche, le coppie devono indovinare una parola di cui viene data la lettera iniziale, in un determinato tema.
Se una coppia sbaglia o non riesce a rispondere nel tempo stabilito, la manche passa alla coppia successiva che se risponde esattamente guadagna uno spicchio dello spazio a loro disposizione.
Il colore abbinato a questa fase di gioco è il rosso.
Il montepremi di questa manche è di 30000 € cui vanno sottratti 2.000 euro per ogni risposta sbagliata.

### Detti e ridetti
In questa terza manche, le coppie devono comporre un proverbio o una citazione scomposta in quattro parti, iniziando prima da una frase di partenza e poi scegliendo tra due alternative l'opzione completa per terminare l'intera frase. Se la coppia sbaglia nella scelta dell'opzione, il gioco passa alla coppia successiva che se termina correttamente il detto guadagna uno spicchio del proprio spazio.
Il colore abbinato a questa fase di gioco è l'arancione.
Il montepremi di questa manche è di 20000 € cui vanno sottratti 2.000 euro per ogni risposta sbagliata.

### Dedicato a te
In questo gioco, le coppie data una frase tratta dal testo di una canzone, devono indovinare il titolo della stessa prenotandosi al pulsante attraverso delle lettere iniziali del titolo che vengono fornite.
Se nel prenotarsi la coppia erra nel rispondere rimane ferma per un turno e viene aggiunta una lettera in più a tutte le parti del titolo.
La coppia che risponde correttamente guadagna uno spazio a loro disposizione.
Il colore abbinato a questa fase di gioco è il verde.
Il montepremi di questa manche è di 20000 € cui vanno sottratti 2.000 euro per ogni risposta sbagliata.

### Ma davvero?
In questo gioco, le coppie devono abbinare una curiosità o delle dichiarazioni tratte da alcune riviste rosa riguardante un VIP al personaggio corrispondente su sei opzioni prenotandosi al pulsante.
Se nel prenotarsi la coppia sbaglia la risposta, l'opzione viene momentaneamente esclusa e la stessa resta ferma un turno, altrimenti, se risponde esattamente guadagna uno spazio a propria disposizione.
Il colore abbinato a questa fase di gioco è il blu.
Il montepremi di questa manche è di 20000 € cui vanno sottratti 2.000 euro per ogni risposta sbagliata.

## Seconda fase: Il furto dei colori

### Il periatto
In questa fase semifinale di gioco, le coppie devono indovinare una parola o una frase prenotandosi al pulsante. Della frase vedono alcune lettere scomposte, su un prisma triangolare rotante.
Se la coppia sbaglia nel rispondere, resta ferma un turno, altrimenti se risponde esattamente può scegliere quale colore rubare alla coppia avversaria.
I colori che si possono rubare vanno da uno a quattro a seconda della difficoltà della domanda, e la coppia che ha collezionato più colori accede al gioco finale per vincere il montepremi accumulato fino a quel momento.

## La manche finale

### Parole in libertà
La coppia finalista, per vincere il montepremi deve rispondere a 36 domande in 120 secondi mostrando prima una griglia quadrangolare di 6 caselle.
Ad ogni colore conquistato, le caselle che si trovano a sinistra e destra della 1ª, dell'8ª, della 15ª, della 22ª e della 29ª casella vengono eliminate per facilitare la risoluzione dello schema.
Il numero massimo di risposte da dare è 35, (se si è conquistato solo il giallo, altrimenti 34, 29 e 28.) è il nostro numero minimo è 27.
In questo gioco, i componenti della coppia giocano separati e scelgono chi deve cominciare.
L'obiettivo del gioco è quello di rispondere ad una parola che inizia con una lettera fornita dallo schema che abbia a che fare con la categoria della manche.
Dopo ogni parola valida viene svelata automaticamente la lettera contenuta nella casella immediatamente successiva e il concorrente in gara può continuare nel suo percorso senza mai ripetere una risposta.
I concorrenti nel rispondere non possono usare accrescitivi, diminutivi, vezzeggiativi o peggiorativi di parole se non nei casi in cui queste formule identificano anche un termine di significato diverso da quello da cui derivano, inoltre, non possono usare nomi di marchi commerciali. In caso di errore possono provare più volte a cercare un termine.
Se un concorrente passa, il premio si dimezza, e se l'altro concorrente non trova un nome valido, Amadeus "sblocca" la lettera con un altro dimezzamento del premio.
Se la coppia entro i 120 secondi ha dato tutte le risposte vince il montepremi, altrimenti non vince nulla. In ogni caso, la coppia campione torna a giocare nella puntata successiva.